# Pleiarthrocerini
Pleiarthrocerini son una  tribu de coleópteros polífagos crisomeloideos de la familia Cerambycidae. Comprende un solo género Pleiarthrocerus con una sola especie: Pleiarthrocerus opacus Bruch, 1914